# Döden gillrar fällan
Döden gillrar fällan (engelska: The Trap) är en amerikansk långfilm från 1959 i regi av Norman Panama, med Richard Widmark, Lee J. Cobb, Tina Louise och Earl Holliman i rollerna.

## Handling
Ralph Anderson (Richard Widmark) anländer hem till sin avlägsna hemstad i Kalifornien för första gången på flera år. Ralph har blivit advokat och har helt tappat kontakten med sin far Lloyd (Carl Benton Reid) och bror Tippy (Earl Holliman).
Fadern är stadens sheriff och Tippy är vicesheriff. När Ralph begär att de ska se åt andra hållet när maffiabossen Massonetti ska fly landet från stadens flygplats blir Lloyd upprörd men går med på det. Tippy bestämmer sig dock för att arrestera Massonetti för den stora belöning som utlovats.

## Rollista
| Richard Widmark  | – Ralph Anderson         |
| Lee J. Cobb      | – Victor Massonetti      |
| Tina Louise      | – Linda Anderson         |
| Earl Holliman    | – Tippy Anderson         |
| Carl Benton Reid | – Sheriff Lloyd Anderson |
| Lorne Greene     | – Davis                  |
| Peter Baldwin    | – Mellon                 |
| Chuck Wassil     | – First Fake Policeman   |
| Richard Shannon  | – Len Karger             |
| Carl Milletaire  | – Eddie                  |

## Produktion
Huvudrollen som Ralph Anderson erbjöds först till William Holden och sen Alan Ladd, i slutänden gick den till Richard Widmark.